# The Famous 1938 Carnegie Hall Jazz Concert
The Famous 1938 Carnegie Hall Jazz Concert е джаз албум на Бени Гудман, издаден от Кълъмбия Рекърдс с каталожен номер SL-160 през 1950 година. Това е един от първите случаи, когато музика на Бени Гудман се издава на новия дългосвирещ формат, както и един от първите, продали над един милион бройки. Запис с трайно значение, той е един от най-елитните изпълнения на джаз оркестър в именития Карнеги Хол в Ню Йорк, САЩ. Той е първият двоен албум, издаден някога. Излиза и като сборник от девет записа на 45 оборота в минута през същата година, благодарение пак на Кълъмбия.

## Отзиви на критиката
Брус Едър, автор в онлайн медията Олмюзик, принципно изказва одобрение за двойното компактдисково издание от 1999 г., като отбелязва компромисното решение да се постигне чисто възпроизвеждане на аудио детайлите, без да се губи шума от повърхността на източника на материала.
В Ръководството на джаз записите на издателство Пенгуин е включено изданието от 1999 г. в неговия „Основен сборник“, като му е дадена оценка от 4 звезди (от общо 4). Авторите на Пенгуин, Ричард Кук и Брайън Мортън, описват изданието като "образцов опит, по главна идея на Фил Шап, чиято неумолима детективска работа най-накрая открива оригиналните ацетати и придава на музиката най-доброто звучене, което някога бихме притежавали; с мощна, дори побиваща тръпки атмосфера."